# Bonnetia maguireorum
Bonnetia maguireorum är en tvåhjärtbladig växtart som beskrevs av J.A. Steyerm.. Bonnetia maguireorum ingår i släktet Bonnetia och familjen Bonnetiaceae. Inga underarter finns listade i Catalogue of Life.